# Robert Hare
Robert Hare (Filadelfia, 17 gennaio 1781 – Filadelfia, 15 maggio 1858) è stato un chimico e inventore statunitense.

## Vita
Robert Hare nacque a Filadelfia nel 1781, figlio di Robert Hare, emigrato dall'Inghilterra, e di Margaret Willing, cugina di Thomas Willing, un politico e capo della Bank of North America. Suo padre aveva fondato a Filadelfia una grossa fabbrica di birra. Hare in gioventù lavorò nella fabbrica di birra, senza frequentare regolarmente una scuola. Interessato alle scienze naturali, frequentò l'Accademia della Università della Pennsylvania, seguendo alcuni corsi di James Woodhouse.
Mentre ancora frequentava gli studi, nel 1801 inventò un cannello a fiamma di idrogeno e ossigeno che permetteva di fondere anche il platino. Nel 1802 scrisse una breve memoria su alimentazione e utilizzo del suo cannello (Philadelphia: Chemical Society); la notizia fu riportata sulle autorevoli riviste Philosophical Magazine (inglese) e Annales de Chimie (francese), rendendolo internazionalmente noto. La sua invenzione gli permise di essere ammesso nel 1803 nella American Philosophical Society. Nel 1806 ottenne una laurea honoris causa in medicina dalla Università di Yale; una seconda laurea honoris causa la ottenne dalla Università di Harvard nel 1816. Sempre per questa sua invenzione, che continuò a perfezionare negli anni, ricevette il premio Rumford, assegnato per la prima volta nel 1839.
Negli anni 1810-1812 insegnò presso la facoltà di medicina con una cattedra di filosofia naturale creata apposta per lui. Nel 1818 gli fu offerto un posto come professore di filosofia naturale al William and Mary College, e in seguito nello stesso anno ebbe anche una posizione di professore di chimica presso la facoltà di medicina. Tenne questo insegnamento di chimica fino al 1847.
Nel 1811 Hare sposò Harriett Clark, ed ebbe sei figli.
Nel 1819 inventò un nuovo strumento galvanico, il calorimotore, e due anni dopo lo modificò creando il deflagratore galvanico. I due dispositivi erano in sostanza celle galvaniche dotate di piatti molto larghi e permettevano di svolgere combustioni intense in tempi rapidi.

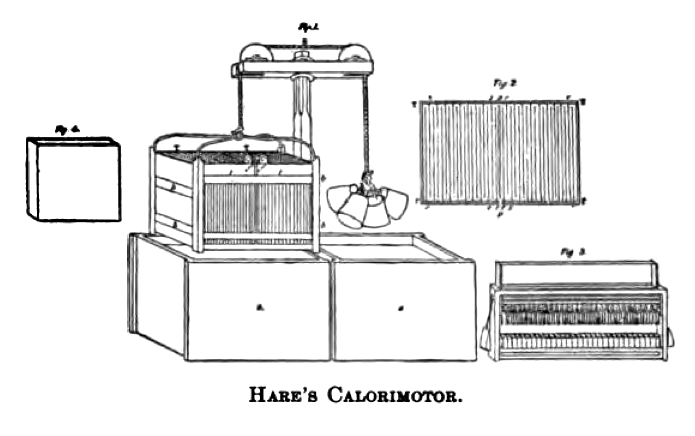
Il calorimotore di Hare

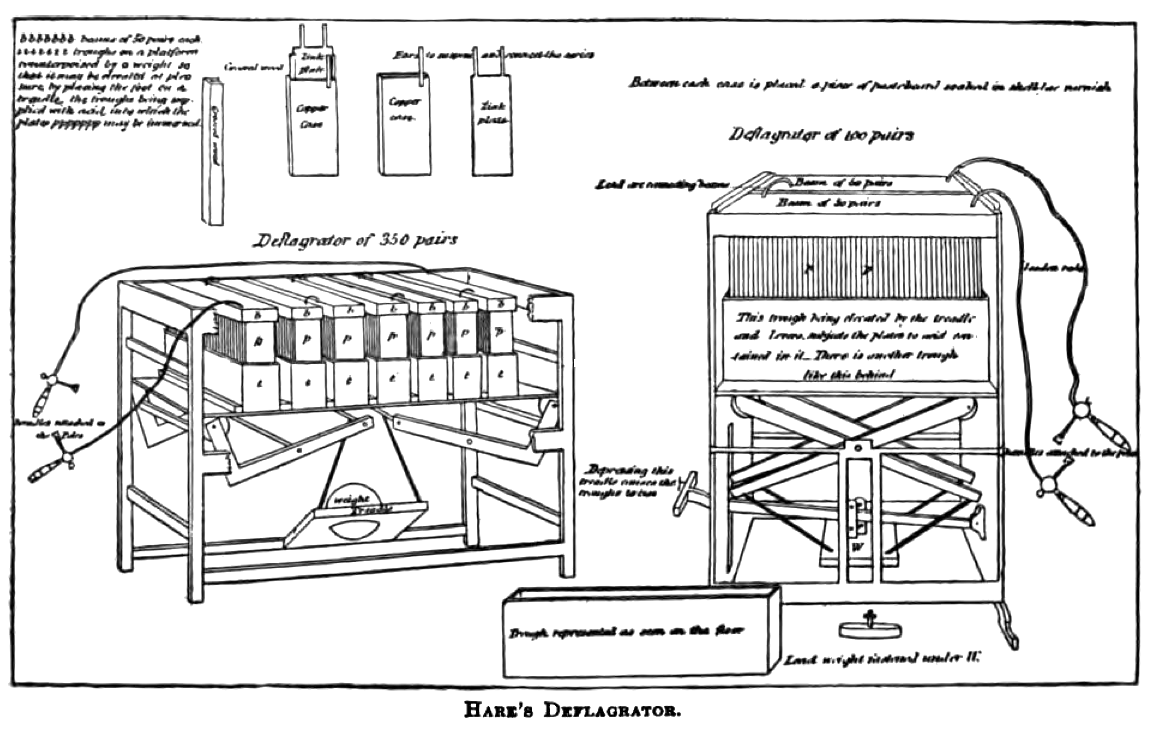
Il deflagratore di Hare

Contribuì anche a migliorare molte altre apparecchiature chimiche di laboratorio.
Lasciato l'insegnamento di chimica, dal 1847 si interessò di meteorologia, ideando una teoria delle tempeste che attribuì alla presenza di correnti elettriche nell'atmosfera. La sua teoria generò accese discussioni.
Nel 1854 inventò anche un'apparecchiatura che chiamò spiritoscopio, progettata con l'intento di dimostrare le frodi dei medium. Finì invece col convertirsi allo spiritismo e in questo campo scrisse vari libri che lo resero famoso negli Stati Uniti. Nel 1856 pubblicò il libro Experimental Investigation of the Spirit Manifestations. Queste ricerche, accolte con entusiasmo dagli spiritisti, furono invece criticate dai colleghi scienziati, che le giustificarono con la decadenza senile di una mente in precedenza geniale.

## Opere
Hare fu autore di vari libri e scrisse anche opere di poesia e narrativa. Tra le sue opere:
- W. Henry, R. Hare, The Elements of Experimental Chemistry, R. Desilver, 1819.
- R. Hare, F. Bache, A Compendium of the Course of Chemical Instruction in the Medical Department, J. G. Auner, 1828.
- R. Hare, Standish the Puritan: A Tale of the American Revolution, Harper, 1850.
- R. Hare, Overing: Or, The Heir of Wycherly. A Historical Romance, Cornish, Lamport & Co., 1852.
- R. Hare, Experimental Investigation of the Spirit Manifestations, New York, Partridge & Brittan, 1856.